# Filmtheater und handgemalte Filmplakate in Ghana
Filmtheater und handgemalte Filmplakate in Ghana sind ein kultureller Bestandteil des westafrikanischen Staates, und werden bzw. wurden besonders für ghanaische Filmproduktionen hergestellt.

## Geschichte
Kinos und die zur Bewerbung der Vorstellungen notwendigen Filmplakate kamen in den 1980er-Jahren bei den Ga im Süden Ghanas auf. Mit der Erfindung und Verbreitung von Videorekordern entstanden hier die ersten kleinen Kinos, die oft mobil waren. Die Kinobetreiber in der Region von Greater Accra reisten mit einer Auswahl von Videokassetten, einem Fernsehgerät, einem Videorekorder und einem Generator für ihre Aufführungen von Dorf zu Dorf. Um auf ihre Vorstellungen aufmerksam zu machen, nahmen sie passend zu ihren Filmen auf Leinwand gemalte Filmplakate mit, die ihnen jeweils von den Filmverleihern zur Verfügung gestellt wurden.

## Schildermaler
Die Verleiher beauftragten in jener Zeit die noch heute tätigen Schildermaler mit den Künstlernamen Heavy Jeaurs, Daniel Anum Jasper, Kwesi Blue, Salvation oder Dallas, ihnen für jeden Film ein passendes Plakat zu malen. Die Künstler schauten sich die meist in Ghana oder Nigeria gedrehten Filme an und entwickelten dann ein Plakat. Diese Poster mussten robust sein, günstig in der Herstellung und leicht im Gewicht, damit die Kinobetreiber sie mitnehmen konnten. Deshalb verwendeten die Künstler eine billige, aber sehr strapazierfähige und leichte Malunterlage aus Leinen, die sie aus ungewaschenen Mehlsäcken gewannen. Darauf hafteten ihre Acrylfarben besonders gut und die Plakate ließen sich auch bei Regen im Freien aufhängen. Mit ihren leuchtenden Farben und einer an das ghanaische Publikum angepassten Ikonografie erregten diese Gemälde schnell große Aufmerksamkeit und vermochten die Menschen viel eher ins Kino zu locken als die zumeist in Nigeria gedruckten Papierplakate.

## Neuere Entwicklung
Seit die Ghanaer ihre Filme auf DVD kaufen oder mieten können, schauen sie sich diese lieber zu Hause an. Deshalb mussten die meisten Filmtheater in den letzten Jahren schließen. Die noch existierenden Kinos benutzen statt handgemalten zumeist nur noch auf Papier gedruckte Plakate aus Nigeria. In der Region von Greater Accra sieht man deshalb nur noch ganz selten auf Leinwand gemalte Filmposter vor einem Kino hängen. Die Künstler wendeten sich anderen Arbeiten zu oder malen die in Ghana immer noch sehr populären Straßenschilder. Bei den Ga in der Region von Accra unterstützen verschiedene Schildermaler auch Künstler wie Paa Joe oder Kudjoe Affutu beim Bemalen ihrer figürlichen Särge. Einige dieser Schildermaler, wie beispielsweise Heavy Jeaurs, Moses, Wonder, Jasper, Farkira oder Leonardo arbeiten auch für den internationalen Kunstmarkt, auf dem die ghanaischen Filmplakate genau wie die figürlichen Särge in Museen und Galerien zunehmend Beachtung finden.

## Ghanaische Filmplakate in Ausstellungen
- 2018 3. Afrika Filmtage, Wuppertal, Deutschland.
- 2012/13. Hors-champs, Musée d'Ethnographie de Neuchâtel (MEN), Schweiz.
- 2013. Les Hors-champs de l'affiche, Musée d'Ethnographie de Neuchâtel (MEN), Schweiz.
- 2011. Filmplakate aus Ghana, Pinakothek der Moderne, München.
- 2011/12. Miracles of Africa, Hämeenlinna Art Museum, Hämeenlinna und Oulu Museum of Art, Oma, Finnland.
- 2005. Killers op canvas, Affichemuseum Horn, Niederlande.